# WWE Draft (2009)
WWE Draft 2009 fue un capítulo especial de tres horas de duración del programa de televisión RAW, el cual fue realizado el 13 de abril de 2009 en Atlanta, Georgia. Este evento es producido por la empresa de lucha libre profesional WWE. Durante el programa, 5 campeones fueron cambiados de marca, el Campeón de la WWE Triple H fue transferido de SmackDown! a RAW, el Campeón Intercontinental de la WWE Rey Mysterio fue transferido de RAW a SmackDown!, el Campeón de los Estados Unidos de la WWE Montel Vontavious Porter fue transferido de SmackDown! a RAW, la Campeona de Mujeres de la WWE Melina fue transferida de RAW a SmackDown! y la Campeona de Divas de la WWE Maryse fue transferida de SmackDown! a RAW.
En el draft suprementario se hizo el 15 de abril en WWE.com, donde los Campeones Unificados en Parejas de la WWE The Colóns (Carlito & Primo) fueron transferidos de SmackDown! a RAW, también en la edición del Draft normal el ganador del Money in the Bank CM Punk fue transferido de RAW a SmackDown!.

## Resultados
- Rey Mysterio derrotó a Evan Bourne.
  - Mysterio cubrió a Bourne después de un "619" y un "Splash".
  - Como resultado, RAW ganó un cupo en el Draft.
- Kane derrotó a The Brian Kendrick (con Ezekiel Jackson).
  - Kane cubrió a Kendrick después de un "Chokeslam".
  - Como resultado, RAW ganó un cupo en el Draft.
- Michelle McCool, Natalya & Maryse derrotaron a Kelly Kelly, Mickie James & Melina.
  - McCool cubrió a James después de un "Big Boot" en el aire.
  - Como resultado, SmackDown! recibió un cupo en el Draft.
- El Campeón Mundial Peso Pesado John Cena derrotó al Campeón de la ECW Jack Swagger.
  - Cena forzó a Swagger a rendirse con un "STF".
  - Como resultado, RAW ganó dos cupos del draft.
- The Great Khali derrotó a Santino Marella.
  - Khali cubrió a Marella después de un "Giant Chop".
  - Como resultado, SmackDown! ganó un cupo en el draft.
  - Como resultado, la hermana gemela de Marella tendría que besar a Khali en Backlash.
- Kofi Kingston derrotó a The Miz.
  - The Miz fue descalificado cuando John Morrison atacó a Kingston.
  - Como resultado, RAW ganó un cupo en el Draft.
- Team SmackDown! (Chavo Guerrero, Edge, R-Truth & The Colóns (Carlito & Primo)) derrotó a Team RAW (Mike Knox, The Big Show, Cryme Time (Shad Gaspard & JTG) & Montel Vontavious Porter) y Team ECW (Tyson Kidd, Ricky Ortiz, Paul Burchill, Mark Henry & Finlay) en un Tri-Branded 15-Man Battle Royal Match.
  - SmackDown! ganó la lucha cuando Edge eliminó a The Big Show.
  - Como resultado, SmackDown! ganó dos cupos en el Draft.
- Christian derrotó a Shelton Benjamin.
  - Christian cubrió a Benjamin después de un "Killswich".
  - Como resultado, ECW ganó un cupo en el Draft.
- Matt Hardy derrotó a CM Punk.
  - Punk fue descalificado cuando Jeff Hardy atacó a Matt.
  - Como resultado, RAW ganó un cupo en el Draft.
- Chris Jericho derrotó a Tommy Dreamer.
  - Jericho cubrió a Dreamer después de un "Codebreaker" en el aire.
  - Como resultado, SmackDown! ganó un cupo en el Draft.
- Batista & Team McMahon (Shane McMahon & Triple H) derrotaron a Priceless (Cody Rhodes & Ted DiBiase) en un 3-on-2 Handicap Match.
  - Triple H cubrió a Rhodes después de un "Pedrigree".
  - Como resultado, Triple H ganó una lucha contra Randy Orton en un No Disqualification Match el RAW siguiente.

- El Campeón de los Estados Unidos Montel Vontavious Porter fue transferido de SmackDown! a RAW
- The Big Show fue transferido de SmackDown! a RAW
- La Campeona Femenina Melina fue transferida de RAW a SmackDown!
- Matt Hardy fue transferido de ECW a RAW
- El Campeón de la WWE Triple H fue transferido de SmackDown! a RAW
- CM Punk fue transferido de RAW a SmackDown!
- Kane fue transferido de RAW a SmackDown!
- Chris Jericho fue transferido de RAW a SmackDown!
- Vladimir Kozlov fue transferido de SmackDown! a ECW
- The Miz fue transferido de ECW a RAW
- La Campeona de las Divas Maryse fue transferida de SmackDown! a RAW
- El Campeón Intercontinental Rey Mysterio fue transferido de RAW a SmackDown!

## Transferencias
| RAW (Vickie Guerrero)    | SmackDown! (Theodore Long) | ECW (Tiffany)   |
| ------------------------ | -------------------------- | --------------- |
| Montel Vontavious Porter | Melina                     | Vladimir Kozlov |
| The Big Show             | CM Punk                    |                 |
| Matt Hardy               | Kane                       |                 |
| Triple H                 | Chris Jericho              |                 |
| The Miz                  | Rey Mysterio               |                 |
| Maryse                   |                            |                 |

## Draft Suplementario
| RAW (Vickie Guerrero) | SmackDown! (Theodore Long) | ECW (Tiffany)    |
| --------------------- | -------------------------- | ---------------- |
| Mr. Kennedy           | Shad Gaspard               | Ezekiel Jackson* |
| Primo                 | Candice Michelle           | Zack Ryder       |
| Nikki Bella           | Alicia Fox                 | DH Smith         |
| Chavo Guerrero        | Mike Knox                  | Natalya          |
| Hornswoggle           | Ricky Ortiz                | Gregory Helms    |
| Carlito               | Layla                      |                  |
| Festus                | John Morrison              |                  |
| The Brian Kendrick    | JTG                        |                  |
| Brie Bella            | Dolph Ziggler              |                  |
|                       | Charlie Haas               |                  |

- *: Jackson fue transferido a ECW, pero no lucho y se anunció que fue transferido en el primer Post-Draft.

## Campeonatos

### RAW
- Campeonato de la WWE.
- Campeonato Mundial Peso Pesado de la WWE.
- Campeonato de los Estados Unidos de la WWE.
- Campeonato de Divas de la WWE.
- Campeonato Unificado en Parejas de la WWE.

### SmackDown!
- Campeonato Intercontinental de la WWE.
- Campeonato de Mujeres de la WWE.
- WWE Money in the Bank.

### ECW
- Campeonato de la ECW.

## Post-Drafts
- En el 2009 se realizaron varias transferencias entre las tres marcas, siendo la primera en junio, una transferencia de 15 luchadores entre RAW, SmackDown! y ECW, idea de Donald Trump, incluyendo la nueva iniciativa de nuevas superestrellas de ECW.

| RAW (Donald Trump) | SmackDown! (Theodore Long) | ECW (Tiffany)      |
| ------------------ | -------------------------- | ------------------ |
| Evan Bourne        | Finlay                     | Shelton Benjamin   |
| Jack Swagger       | David Hart Smith           | William Regal      |
| Mark Henry         | Tyson Kidd                 | Nikki Bella        |
| Gail Kim           | Natalya                    | Brie Bella         |
| Alicia Fox         | Matt Hardy                 | Ezekiel Jackson    |
|                    |                            | Yoshi Tatsu        |
|                    |                            | Abraham Washington |
|                    |                            | Sheamus            |
|                    |                            | Oliver John        |
|                    |                            | Tyler Reks         |

- El 12 de octubre de 2009 se anunció en RAW, por parte de la invitada especial, Nancy O'Dell un Draft de Divas que se reveló en los programas siguientes.

| RAW (Nancy O'Dell) | SmackDown! (Theodore Long) | ECW (Tiffany) |
| ------------------ | -------------------------- | ------------- |
| Melina             | Mickie James               | Rosa Mendes   |
| Eve Torres         | Beth Phoenix               |               |
| Brie Bella         |                            |               |
| Nikki Bella        |                            |               |

- Después del cierre de ECW, los luchadores se convirtieron en agentes libres, algunos firmaron con RAW, otros con SmackDown!, otros pasaron a NXT y otros fueron despedidos después de quedar libres.

| RAW (Carl Edwards) | SmackDown! (Theodore Long) | NXT (Matt Striker) | Agentes Libres     |
| ------------------ | -------------------------- | ------------------ | ------------------ |
| Christian          | Caylen Croft               | Savannah           | The Hurricane      |
| William Regal      | Trent Barreta              | Byron Saxton       | Tyler Reks*        |
| Yoshi Tatsu        | Ezekiel Jackson            | Josh Mathews       | Vance Archer*      |
| Zack Ryder         | Shelton Benjamin           |                    | Abraham Washington |
| Vladimir Kozlov    | Goldust                    |                    | Tony Atlas         |
| Rosa Mendes        | Tiffany                    |                    |                    |

- *: Reks y Archer quedaron como agentes libres hasta que recibieron contratos con SmackDown! en el Draft 2010.